# Sandy Dennis
Sandra „Sandy“ Dale Dennis (* 27. April 1937 in Hastings, Nebraska; † 2. März 1992 in Westport, Connecticut) war eine US-amerikanische Schauspielerin. Neben einer erfolgreichen Bühnenkarriere trat sie in über 30 Film- und Fernsehproduktionen in Erscheinung, vorwiegend Dramen. Für ihre Nebenrolle in Mike Nichols’ Spielfilm Wer hat Angst vor Virginia Woolf? (1966) wurde sie mit dem Oscar ausgezeichnet.

## Leben

### Ausbildung und Theaterarbeit
Sandy Dennis war Tochter des Postangestellten Jack Dennis und dessen Ehefrau Yvonne, einer Sekretärin. Sie wuchs mit einem acht Jahre älteren Bruder in Kenesaw und später gemeinsam mit den Großeltern in Hastings auf, ehe die Familie im Jahr 1946 nach Lincoln übersiedelte. Dennis besuchte die Lincoln High School, wo sie die Theatergruppe gemeinsam mit Dick Cavett besuchte. „Ich verbrachte meine Kindheit damit, so sein zu wollen wie Margaret O’Brien, und in meiner Jugend wollte ich wie Gloria Grahame sein“, so Dennis. Sie las sehr viel und widmete sich der Poesie. Später zählte sie Willa Cather und William Shakespeare zu ihren Lieblingsautoren und las sechs bis sieben Bücher pro Woche. Sie hegte, trotz sehr guter Noten, eine Abneigung gegen die Schule, wo sie als Außenseiterin galt. Dennoch besuchte Dennis im Jahr 1955 nach ihrem High-School-Abschluss auf Wunsch ihrer Eltern die Nebraska Wesleyan University, wo sie ein Semester lang studierte. Ein weiteres Semester verbrachte sie an der University of Nebraska.
Durch die Schauspielerei angeregt wurde Dennis im Alter von 14 Jahren, als sie das im Rahmen des The Philco Television Playhouse ausgestrahlte Fernsehspiel A Young Lady of Property (1953) mit Kim Stanley und Joanne Woodward in den Hauptrollen sah („A moment of truth.“). Sie trat örtlichen Theatergruppen bei. Im Jahr 1956 erschien Dennis mit Erfolg in einer Inszenierung von N. Richard Nashs The Rainmaker am Lincoln Community Playhouse, was ihr einen Darstellerpreis einbrachte. Daraufhin verließ sie mit 19 Jahren Nebraska, um eine seriöse Schauspielkarriere in New York City zu verfolgen. Drei Wochen nach ihrer Ankunft an der Ostküste wurde Dennis, die stets jünger wirkte, beim Schaufensterbummel von einem ungarischen Produzenten angesprochen, der sie als 13-Jährige in einer Off-Broadway-Inszenierung von Henrik Ibsens Die Frau vom Meer verpflichtete. Daraufhin wurde ein Agent auf sie aufmerksam, der ihr die Rolle der Kellnerin Elma Duckworth in William Inges Komödie Bus Stop in Palm Beach verschaffte. Sie besuchte das Actors Studio von Lee Strasberg und erhielt Unterricht bei Herbert Berghof („Von Anfang an wusste sie, sich in jede zu spielende Figur hinein zu versetzen …“). Bald schon war sie eine stille Befürworterin des Method Acting.
Ihr professionelles Debüt am New Yorker Broadway gab Dennis 1960 in dem Stück Burning Bright. 1961 erhielt sie den Theatre World Award. Den Durchbruch als Theaterschauspielerin ebnete ihr 1962 die Rolle der sensiblen Sozialarbeiterin Sandra Markowitz in der Broadway-Komödie A Thousand Clowns neben Jason Robards. Diese brachte ihr 1963 den ersten Tony Award, Amerikas wichtigsten Theaterpreis, ein. Im Jahr darauf gewann Dennis erneut die Auszeichnung für die Komödie Any Wednesday (1964), diesmal als Beste Hauptdarstellerin. In dem Stück war sie als Liebhaberin eines erfolgreichen Geschäftsmanns (gespielt von Gene Hackman) zu sehen, die sich in einer Manhattaner Wohnung aushalten lässt und diesen jeden Mittwoch empfängt. Die blonde Künstlerin wurde häufig in der Rolle der fragilen, jungen Unschuld besetzt. Sie galt nicht als klassische Schönheit, was vor allem auf ihre „Hasenzähne“ zurückgeführt wurde. Das amerikanische Nachrichtenmagazin TIME verglich Dennis mit einer jungen Eleanor Roosevelt. Auf der Kinoleinwand wurden ihre erfolgreichen Broadway-Rollen von Barbara Harris (A Thousand Clowns, 1965) und Jane Fonda (Any Wednesday, 1966) besetzt.
Dennis’ Spiel war gekennzeichnet durch nervöse Eigenarten. Sie verfügte über eine schrille Stimme, stotterte oder murmelte ihre Textzeilen vor sich hin, biss sich auf die Lippen, fuhr sich oft durch die Haare oder ruderte mit den Armen, was manche Kritiker als intensive und originelle Spielweise hochlobten, andere aber irritierte. Gleichzeitig galt sie als temperamentvoll. Sie verunsicherte oft ihre Kodarsteller durch Improvisationen und hatte die Eigenart, diese niederzubrüllen. Einer ihrer Kodarsteller bezeichnete Dennis als „goldene Pein im Hintern“.
Gemeinsam mit Kim Stanley und George C. Scott erschien sie 1965 in London in der Actors-Studio-Produktion von Tschechows Drama Drei Schwestern als Irina, die jedoch vom Publikum ausgebuht und von der Kritik verrissen wurde. Zu ihren Theaterengagements zählten in den 1970er Jahren auch die Tennessee-Williams-Stücke Endstation Sehnsucht und Die Katze auf dem heißen Blechdach.

### Filmkarriere
Dennis bevorzugte zwar die Bühnenarbeit („Ich finde gar nichts daran, Filmschauspielerin zu sein. Ich hasse die langen Arbeitsstunden und ich hasse die blitzenden Lichter in meinem Gesicht. Und ich hasse unechte Schauspieler.“), erschien im Laufe ihrer Karriere aber auch in über 30 Film- und Fernsehproduktionen. In ihren frühen Fernseharbeiten wurde Dennis häufig in der Rolle der selbstmordgefährdeten oder schwangeren Jugendlichen besetzt; ihr Geschick in Komödien wurde mit dem der jungen Jean Arthur oder Judy Holliday gleichgesetzt.
Nach ihrem Spielfilmdebüt als Kay in Elia Kazans Fieber im Blut (1961) wurde Dennis durch ihre zweite Filmrolle in Mike Nichols Wer hat Angst vor Virginia Woolf? (1966) einem breiten Kinopublikum bekannt. In der gleichnamigen Theaterverfilmung nach Edward Albee schlüpfte sie in die Rolle einer oberflächlichen, hysterischen Kindfrau mit Geld, die gemeinsam mit ihrem Ehemann (gespielt von George Segal) von einem älteren Akademiker-Paar (Elizabeth Taylor und Richard Burton) schonungslos bloßgestellt wird. Richard Burton sprach von ihr als „eine der größten authentischen Exzentriker, von denen ich weiß“. Ebenso lobte Elizabeth Taylor ihre Kodarstellerin für ihr realistisches Spiel – „Sandy machte Geschnetzeltes aus mir“, so Taylor. Für den Part der Honey erhielt Dennis 1967 den Oscar als beste Nebendarstellerin zugesprochen, blieb aber der Verleihung fern. „Leute denken immer, dass Preise sehr wichtig sind, und sie sind sehr nett … aber sie waren nie etwas, über das ich viel nachgedacht habe“, so Dennis später. Im September 1967 zierte die Schauspielerin das Cover des amerikanischen Nachrichtenmagazins Time.
Auch Filmkritiker irritierte teilweise Dennis’ Spiel. Pauline Kael beklagte, dass ihr Stil an einen „postnasalen Tropf“ erinnern würde, woraufhin die Schauspielerin ihr zustimmte und versuchte, ihr Spiel zu ändern. Regisseur Elia Kazan, der sie aufgrund ihrer „Originalität“ eingesetzt hatte, bemerkte später, dass er Probleme habe, die US-Amerikanerin in ihren Rollen zu sehen. Im Gegensatz zu ihren Erfolgen auf der Bühne wurde Dennis überwiegend in Dramen eingesetzt. Dazu zählten der Part einer unscheinbaren Lesbierin in Mark Rydells The Fox (1967), einer unheilbar kranken jungen Frau, die sich jeden Monat einen neuen Liebhaber nimmt (Adieu, geliebter November, 1968; im Jahr 2001 mit Charlize Theron wiederverfilmt) oder die Rolle einer verlassenen Ehefrau (Vier Jahreszeiten, 1981). Mit Robert Mulligans Sozialdrama Gegen den Strom die Treppe hinauf (1967), in dem sie als neue Lehrerin in einem New Yorker Problembezirk zu sehen ist, sowie Arthur Hillers Komödie Nie wieder New York (1970) mit Jack Lemmon konnte sie nur bedingt an den vorangegangenen Erfolg anknüpfen. „Sie neigte dazu, auf die bestimmte Rolle der lustigen Neurotikerin festgelegt zu werden, aber sie verfügte über Fähigkeiten, die weit darüber hinaus gingen“, so Keir Dullea, ihr Filmpartner aus The Fox. Dullea nannte sie auch eine der selbstlosesten und „unactressy actresses“, mit der je gearbeitet habe. Regisseur Mark Rydell sprach von einer „emotional flüssigen Schauspielerin, die imstande sei, alles zu tun“.
Gegen Ende der 1970er Jahre kehrte Dennis wieder zum Theater zurück und war nur noch sporadisch auf der Kinoleinwand zu sehen, darunter in Robert Altmans Komm zurück, Jimmy Dean (1982) und im Cameo-Auftritt einer zynischen, alkoholabhängigen Schauspielerin in Woody Allens Eine andere Frau (1988). Ihren letzten Kinoauftritt absolvierte Dennis als Ehefrau von Charles Bronson in Sean Penns Regiedebüt Indian Runner (1991). „Es ist nicht wie ein Bild zu malen oder ein Buch zu schreiben. Wenn Sie ein Schauspielpensum beendet haben, gibt es nichts außer Geld. Man muss durchhalten, das Beste geben, was man hat, um etwas nicht greifbares zu bekommen“, so Dennis über die Schauspielerei.

### Privatleben und Tod
Von 1965 bis 1976 war Sandy Dennis mit dem US-amerikanischen Jazz-Musiker Gerry Mulligan liiert, davor mit dem Schauspieler Gerald O’Loughlin. Die Behauptung einiger Biografen, Dennis und Mulligan seien verheiratet gewesen, dementierte Dennis’ letzter Agent Bill Treusch. Eine fünfjährige Beziehung führte die Schauspielerin mit dem 18 Jahre jüngeren Arbeitskollegen Eric Roberts und zählte June Havoc zu ihren langjährigen Freunden. Im Jahr 1989 beschrieb sie sich im Interview mit der Zeitschrift People als „eigenbrötlerischer Mensch“.
Ende der 1980er Jahre wurde bei Sandy Dennis Eierstockkrebs festgestellt. Sie starb 1992 an den Folgen der Krankheit im Alter von 54 Jahren in ihrem Haus in Connecticut, das sie gemeinsam mit ihrer Mutter bewohnte. Dennis galt als sehr tierlieb und nahm gemeinsam mit ihrer Mutter streunende Hunde, Katzen und Vögel bei sich auf und vermittelte diese weiter. Bei ihrem Tod hinterließ sie 33 Katzen und drei Hunde.

## Theaterstücke (Auswahl)
| Jahr | Theaterstück                                     | Rolle            | Bühne                                                  |
| ---- | ------------------------------------------------ | ---------------- | ------------------------------------------------------ |
| 1960 | Bus Stop                                         | Elma Duckworth   | Royal Poinciana Playhouse (Palm Beach)                 |
| 1960 | Face of a Hero                                   | Millicent Bishop | Eugene O’Neill Theatre (New York)                      |
| 1961 | The Complaisant Lover                            | Ann Howard       | Ethel Barrymore Theatre (New York)                     |
| 1962 | A Thousand Clowns                                | Sandra Markowitz | Eugene O’Neill Theatre (New York)                      |
| 1964 | Any Wednesday                                    | Ellen Gordon     | Music Box Theatre (New York)                           |
| 1965 | The Three Sisters                                | Irina            | Aldwych Theatre (London)                               |
| 1967 | Daphne in Cottage D                              | Daphne           | Longacre Theatre (New York)                            |
| 1971 | How the Other Half Loves                         | Teresa Phillips  | Royale Theatre (New York)                              |
| 1973 | Let Me Hear You Smile                            | Hannah Heywood   | Biltmore Theatre (New York)                            |
| 1974 | Absurd Person Singular                           | Eva              | Music Box Theatre (New York)                           |
| 1981 | The Supporting Cast                              | Sally            | Biltmore Theatre (New York)                            |
| 1982 | Come Back to the 5 & Dime Jimmy Dean, Jimmy Dean | Mona             | Martin Beck Theatre (New York)                         |
| 1983 | Buried Inside Extra                              | Sophia Bowsky    | Joseph Papp Public Theater / Martinson Hall (New York) |

## Filmografie (Auswahl)
- 1961: Fieber im Blut (Splendor in the Grass)
- 1963: Auf der Flucht (Fernsehserie)
- 1966: The Three Sisters
- 1966: Wer hat Angst vor Virginia Woolf? (Who’s Afraid of Virginia Woolf?)
- 1967: Gegen den Strom die Treppe hinauf (Up the Down Staircase)
- 1967: The Fox
- 1968: Adieu, geliebter November (Sweet November)
- 1969: Ein kalter Tag im Park (That Cold Day in the Park)
- 1969: Ein Hauch von Liebe (A Touch of Love)
- 1970: Nie wieder New York (The Out of Towners)
- 1972: Das Haus des Bösen (Something Evil)
- 1976: Demon (God Told Me To)
- 1977: Eine beispiellose Affäre (Nasty Habits)
- 1978: Police Story – Immer im Einsatz: Der größte Coup (Police Story: Day of Terror, Night of Fear)
- 1978: Ladies mit weißer Weste (Perfect Gentlemen)
- 1981: Vier Jahreszeiten (The Four Seasons)
- 1982: Komm zurück, Jimmy Dean (Come Back to the Five and Dime, Jimmy Dean, Jimmy Dean)
- 1985: The Execution
- 1988: Eine andere Frau (Another Woman)
- 1988: 976-Evil (976-EVIL)
- 1989: Pfui Teufel – Daddy ist ein Kannibale (Parents)
- 1991: Indian Runner (The Indian Runner)

## Auszeichnungen
- 1963: Tony Award für A Thousand Clowns (Beste Nebendarstellerin)
- 1964: Tony Award für Any Wednesday (Beste Hauptdarstellerin)
- 1967: Golden-Globe-Nominierung für Wer hat Angst vor Virginia Woolf? (Beste Nebendarstellerin)
- 1967: Oscar für Wer hat Angst vor Virginia Woolf? (Beste Nebendarstellerin)
- 1967: zwei Laurel Awards für Wer hat Angst vor Virginia Woolf? (Beste Nebendarstellerin, Beste Nachwuchsdarstellerin)
- 1967: Darstellerpreis des Internationalen Filmfestivals Moskau für Gegen den Strom die Treppe hinauf
- 1970: 12. Platz bei den Laurel Awards (Kategorie: „Bester weiblicher Star“)
- 1971: 3. Platz bei den Laurel Awards für Nie wieder New York (Beste Komödiendarstellerin)
- 1971: Golden-Globe-Nominierung für Nie wieder New York (Beste Hauptdarstellerin – Komödie/Musical)